# Disco TEC
La Disco TEC è stata una casa discografica italiana, attiva agli inizi degli anni '70.

## Storia
La Disco TEC venne fondata nel 1970 dal paroliere Alberto Testa e dal musicista Flavio Carraresi; il nome deriva dall'assonanza con la parola francese “discotèque”, e le tre lettere TEC, scritte in maiuscolo, sono la sigla dei due fondatori (Testa E Carraresi).
L'etichetta, con sede a Milano, era distribuita dalla Dischi Ricordi, e si è caratterizzata per una produzione mai banale e, spesso, all'avanguardia: per la Disco TEC ha, inciso, ad esempio, il cantante libanese Tony Benn Feghali, prodotto dallo stesso Testa (come altri artisti della casa discografica), uno dei primi in Italia a mischiare il rock con le sonorità orientali ed arabe.

## Dischi
La datazione qui riportata si basa sull'etichetta del disco o sulla copertina; qualora nessuno di questi elementi abbia una datazione, è basata sulla numerazione del catalogo; talora è, infine, basata sul codice della matrice di stampa. Se esistenti, sono riportati, oltre all'anno, il mese e il giorno (quest'ultimo dato si trova, a volte, stampato sul vinile).

### 33 giri
| Numero di catalogo | Anno | Interprete | Titoli                |
| ------------------ | ---- | ---------- | --------------------- |
| TCLS               | 1971 | Ofelia     | Per conquistare tutti |

### 45 giri
| Numero di catalogo | Anno | Interprete                  | Titoli                     |
| ------------------ | ---- | --------------------------- | -------------------------- |
| TC 7771            | 1971 | Luciano Berti               | Pronto Maria/Corri bambina |
| TC 7772            | 1970 | July the July               | Yellow river/Pronto Maria  |
| TC 7773            | 1971 | Tony Benn Feghali e i Ruhal | Habibi/Ayam                |
| TC 7775            | 1971 | Maximilian                  | Un giorno blu/È così dolce |
| TC 7776            | 1971 | Ofelia                      | Hemingway/Simpatia         |